# حاجی‌آباد شوره‌چمن
حاجی‌آباد شوره‌چمن، روستایی از توابع بخش مرکزی شهرستان سمیرم در استان اصفهان ایران است.
مردم این روستا از ایل بختیاری می باشند.

## جمعیت
این روستا در دهستان وردشت قرار دارد و بر اساس سرشماری مرکز آمار ایران در سال ۱۳۸۵، جمعیت آن ۳۰ نفر (۸ خانوار) بوده‌است.